# Лемю
Лемю́ (фр. Lemud) — коммуна на северо-востоке Франции, регион Гранд-Эст (бывший Эльзас — Шампань — Арденны — Лотарингия), департамент Мозель. Входит в кантон Панж.

## Географическое положение

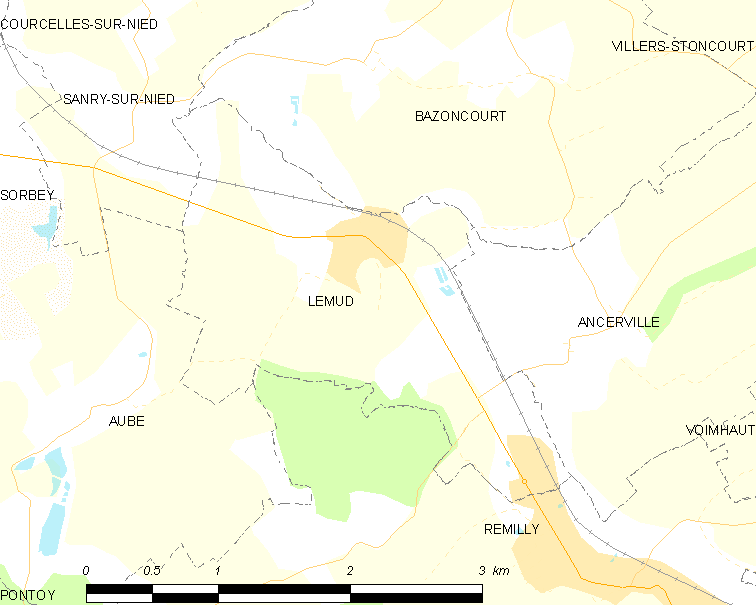
Лемю на карте Франции.

Лемю расположен в 300 км к востоку от Парижа и в 17 км к юго-востоку от Меца.

## История
- Деревня входила в герцогство Бар. В 1404 году была частью феода дез Ангр, с 1682 года — феод де Турньель. С 1742 года принадлежала семье Жеорж, затем сеньору де Лемю.
- На карте Кассини отмечене как «Lemeu».
- 6 августа 1870 года лотарингская армия генерала Фроссара отступала через Лемю после поражения в битве при Форбак-Спишеран; здесь армия в 25 тыс. солдат провела ночь на 10 августа.
- После поражения Франции во франко-прусской войне 1870—1871 годов вместе с Эльзасом и департаментом Мозель был передан Германии по Франкфуртскому миру и был частью Германии до 1918 года, когда по Версальскому договору вновь перешёл к Франции.

## Демография
По переписи 2011 года в коммуне проживало 306 человек.

## Достопримечательности
- Следы галло-романской культуры.
- Мельница в Базонкур на реке Нье-франсез.
- Оратория Нор-Дам-де-Боме.
- Церковь Сент-Фелисите, неоготика, 1880.